# Sphaerosyllis giandoi
Sphaerosyllis giandoi är en ringmaskart som beskrevs av Somaschini och San Martín 1994. Sphaerosyllis giandoi ingår i släktet Sphaerosyllis och familjen Syllidae. Inga underarter finns listade i Catalogue of Life.